# ジュリア (プロレスラー)
ジュリア（Giulia、1994年2月21日 - ）は、日本の女性プロレスラー。WWE所属。血液型O型。身長162cm、体重55kg。ロンドン出身、千葉県千葉市育ち。

## 所属
- アイスリボン（2017年 - 2019年）
- スターダム（2019年 - 2024年）
- マリーゴールド（2024年）
- NXT（2024年 - 2025年）
- SMACK DOWN（2025年 - ）

## 来歴・戦歴
アイスリボンが開くプロレスサークルに参加し、のちに練習生となる。そのころのリングネームは「グロリア」。

### アイスリボン時代
2017年
- 8月27日、アイスリボン後楽園ホール大会のエンディングにて紹介され、次回10月の後楽園大会でのデビューが発表される。
- 10月11日、リングネームが「ジュリア」に正式決定。
- 10月21日、道場マッチにて星ハム子を相手に初のエキシビジョン。
- 10月29日、後楽園ホール大会にてデビュー。井上貴子とタッグを組み、トトロさつき&直DATE組と対戦した。[7]この試合の1週間前、練習中に右足小指を骨折していた。
- 11月23日、横浜リボンにてヤングアイストーナメント1回戦、トトロさつきとシングルマッチ。1回戦敗退。

2018年
- 3月24日、アイスリボン道場マッチにて直date/朝陽組と華蓮date/ジュリア組の2017年デビュー組対決。直のヨーガ・タワー・フォールでピンフォール負け。
- 4月21日、アイスリボン道場マッチにて藤本つかさとシングル対戦、極楽固めで39秒ギブアップ負け。
- 8月26日、横浜文化体育館大会にてトトロさつきから蜘蛛の巣でギブアップ勝利。自身初の直接勝利となる。
- 9月24日、横浜リボン秋にてシングルマッチ、朝陽からグラウンドの蜘蛛の巣でギブアップ勝利。シングル初勝利を挙げる。
- 10月1日、川田利明プロデュース興行Holy War~vol.3~新宿FACEにてコマンド・ボリショイとシングルマッチ。
- 10月7日、OZアカデミー新宿FACE大会にてアジャコングとシングルマッチ。
- 10月8日、後楽園ホール大会にて第2試合6人タッグマッチ、松本都から掟破りのみやここクラッチでフォール勝ち。松本都対策として、男子レスラー鈴木秀樹から特訓を受け、キムラロックと噛み付き（反則技）を伝授された。
- 11月24日、横浜リボン2018・nov．にてテキーラ沙弥とのタッグで弓李、進垣リナ組と対戦。対戦中に起きた誤爆から仲間割れを起こし、テキーラ沙弥との抗争に入る。
- 12月19日、P's Partyアイスリボン道場大会にてシングルマッチ、進垣リナから蜘蛛の巣でギブアップ勝ち。
- 12月31日、後楽園ホール大会にて、後述の「格闘代理戦争」で知り合った格闘家青木真也とタッグを組み、鈴木秀樹、テキーラ沙弥組と対戦。テキーラ沙弥から蜘蛛の巣でギブアップ勝ちを収め、プロレス代理戦争と銘打たれた抗争が終結。
- アイスリボンアワード2018新人賞受賞。

2019年
- 1月5日、テキーラ沙弥とのタッグをバーニングローと暫定的に命名[8]。GEKOKU娘（弓李＆尾﨑妹加組）の持つリボンタッグ王座に挑戦を表明。
- 1月27日、名古屋リボンにてメインイベントで初のタッグ王座挑戦。バーニングローでGEKOKU娘と対戦し、18分52秒で敗北。
- 2月3日、REINA女子アイスリボン道場大会にてメインイベントでCMLLマルセラとシングルマッチ。
- 3月17日、千葉リボン1部にてバーニングローで倉垣翼、門倉凛組と対戦。腰部神経のダメージによる欠場から1ヶ月ぶりに復帰した。倉垣翼に蜘蛛の巣を仕掛けたが振り落とされる。完全に関節を捉えた状態の蜘蛛の巣が返されたのはこれが初。
- 同日、千葉リボン2部にて藤本つかさと四度目のシングルマッチ。16分16秒、ジャパニーズオーシャンサイクロンスープレックスホールドでフォール負け。試合後、藤本つかさ越えを目標としてバーニングローを一時的に休止し、シングル戦線で同期を潰していくと宣言。[9]
- 3月30日、アイスリボン道場マッチにてシングルマッチ、松屋うのから蜘蛛の巣でギブアップ勝ち。
- 3月31日、後楽園ホール大会第3試合にて高瀬みゆきとシングルマッチ。12分10秒、トルネードえびすでフォール負け。
- 4月6日、アイスリボン道場マッチにてシングルマッチ、トトロさつきから蜘蛛の巣でギブアップ勝ち。
- 4月14日、アイスリボン川口SKIPシティ大会にて山下りなとシングルマッチ。15分3秒、スプラッシュマウンテンでフォール負け。
- 4月20日、アイスリボン道場マッチにてシングルマッチ、つくしと10分ドロー。
- 4月27日、アイスリボン道場マッチにてシングルマッチ、藤田あかねから逆さ押さえ込みでフォール勝ち。
- 5月1日〜4日、横浜プロレス祭りにてヤングジェネレーション枠に選抜される。メンバーは北村彰基、鎌田直樹、アマゾン、有田ひめか、星いぶき、ジュリアの6選手。選抜メンバーで4日間、様々な形式で昼夜8試合を戦い、最終日には強い絆で結ばれた6選手の涙の挨拶があった。
  - 横浜プロレス祭り2019ヤングジェネレーションMVP受賞。
- 5月6日、アイスリボン道場マッチメインイベントにて絆トーナメントにスパンキーズ（ジュリア&つくし）で出場。1回戦敗退。
- 5月25日、大阪リボンメインイベントにて初のシングル王座挑戦。王者・雪妃真矢と対戦し、26分39秒、垂直落下式タイガードライバー（タイガードライバー’91）で敗北。
- 5月28日、アイスリボン道場マッチ弓李生誕祭第1試合にてタッグマッチ、バーニングロウでらぶりーぶっちゃーずと対戦、グランマエストロ・デ・テキーラでフォール勝ち。
- 6月5日、アイスリボン道場マッチピースパーティメインイベントにてテキーラ沙弥と三度目のシングルマッチ（バーニングロウとなってからは初シングル）、13分52秒テキーラショットでフォール負け。
- 6月18日、新木場ファーストリング田中稔デビュー25周年記念大会第3試合にてSareeeと初のシングルマッチ、12分12秒ジャーマンスープレックスホールドでフォール負け。田中稔から大会ベストバウトとの評価を受ける。
- 6月22日、アイスリボン道場マッチにてタッグマッチ（ジュリア&星いぶき組vs．安納サオリ&尾崎妹加組）、試合後安納サオリからAWG王座のシングルベルトへの挑戦を逆指名される。「私、ジュリアの生意気な感じとかキラキラした感じ、好き。このベルトをキラキラ輝かせるのに協力してくれませんか？」に対し、「イイっすよ」と軽いノリで挑戦決定。
- 7月15日、アイスリボン横浜ラジアントホール大会メインイベントにて、バーニングロウでアジュールレボリューション（世羅りさ&雪妃真矢組）の持つインターナショナルリボンタッグ選手権に挑戦。13分31秒、テキーラ沙弥のテキーラ・ショットでフォール勝ち、初戴冠となる。
- 7月21日、Actwres girl'Z大阪府立体育会館大会メインのAWG選手権試合にて、18分44秒ダブルアームスープレックスホールドで安納サオリに敗れ、王座獲得ならず。
- 8月3日、大阪リボン2019・Ⅲ（エディオンアリーナ大阪大会）セミファイナルにてインターナショナルリボンタッグ選手権試合（vs安納サオリ&尾崎妹加組）、12分16秒、バーニングドライバー（合体型のグロリアスドライバー）で勝利し初防衛となる。
- 10月9日に行われた「テキーラ沙弥最後のプロデュース興行「P'sParty 番外編」」に出場。結果的にこれがアイスリボンでの最後の試合となった。[10]

### スターダム時代
- 10月14日、スターダム後楽園ホール大会に姿を見せ、同団体への参戦を表明した[11]。（詳細は後述）
- 11月15日、スターダムはジュリアと「選手出場契約」を締結し、同時に正式にアイスリボンの退団を発表した[12]。
- 11月28日、スターダム正式入団を発表。その席上で乱入した木村花とつかみ合いの乱闘になり、12月24日後楽園大会での一騎打ちが決定する。[13]
- 12月8日、スターダム移籍第1戦で葉月と対戦、新技「ステルス・バイパー」でレフェリーストップ勝ちを収める。[14]
- 12月24日、後楽園ホール大会で木村花と対戦し、15分時間切れ引き分け。[15]

2020年
- 1月4日、新日本プロレス・東京ドーム大会に第0試合ながらタッグマッチで初出場[16]。
- 1月14日、プロフェッショナルレスリングJUST TAP OUT・後楽園ホール大会に現れ、林下詩美に敗れた所属選手の舞華を自身の新ユニットに勧誘した。
- 1月19日、後楽園ホール大会で舞華、朱里と新ユニット「ドンナ・デル・モンド」を結成。[17]
- 2月8日、ドンナ・デル・モンドでアーティスト・オブ・スターダム王座に挑戦し、グロリアスドライバーでAZMをフォールし王座奪取。
- 3月24日、STARDOM Cinderella tournamentに出場しジャングル叫女、渡辺桃、朱里、刀羅ナツコを破り優勝[18]、大会を欠場した星輝ありさの持つワンダー・オブ・スターダム王座への挑戦を表明した。
- 7月26日、ワンダー・オブ・スターダム王座決定戦で中野たむを破り第14代王者となる。
- 12月15日、東京スポーツ新聞社制定「2020年度プロレス大賞」女子プロレス大賞を受賞。受賞理由は「移籍して1年で団体の顔のひとりになった」「試合内容だけでなく、言動も刺激的で注目を集める」「女子が憧れる選手として今後さらに期待できる」というもの。一報を聞いたとき、本人は号泣したという。[19]

2021年
- 3月3日、日本武道館大会のメインで行われた敗者髪切りマッチで中野に敗れ丸坊主となり、同時にワンダー王座も喪失。[20]テレビ解説を務めた北斗晶が自身のキャッチコピー「デンジャラス・クイーン」に絡めて、ジュリアに「彼女がデンジャラス・クイーンだよ」という言葉を送っている。[21]
- 4月4日、横浜武道館大会のメインで朱里と組んで舞華・ひめか組との同門対決を制しゴッデス・オブ・スターダム王座を獲得[22]。フィニッシュに北斗晶の代名詞ノーザンライトボムを放つ。3月の武道館大会での北斗晶の発言をリスペクトし、今後も使用していくことを明言している。[23]
- 9月5日、新日本プロレス『WRESTLE GRAND SLAM in MetLife Dome』（埼玉・メットライフドーム）2日目の第0試合にスターダム提供試合に、朱里との「アリカバ」コンビで出場。クイーンズクエストの上谷沙弥・渡辺桃タッグと対決し、勝利を収める。[24]
- 9月9日、首の怪我による治療のため、当面欠場を発表。開催途中であった『5★STAR GP』シリーズを途中棄権することとなった。[25]
- 12月12日、東京・ベルサール高田馬場での大会終了後、12月29日『STARDOM DREAM QUEENDOM 2021』両国大会の記者会見＆調印式において復帰を発表。今大会を最後にスターダムを退団する小波とのシングルマッチが発表された。[26]
- 12月25日、スターダム後楽園ホール大会で、乱入を繰り返していた謎のマスクマンと共にマスクをつけて乱入。マスクマン2人をドンナ・デル・モンドの新戦力として迎え入れることを表明した[27]。
- 12月29日、東京・両国国技館の大会で、この日がスターダム最終試合となった小波相手に復帰戦を行い、勝利[28]。

2022年
- 1月3日、スターダム『STARDOM AWARD 2021 ～DAY 試合～』ベルサール新宿グランド大会にて、COSMIC ANGELSの中野たむ&ウナギ・サヤカ&桜井まいvsジュリア&X&XXの試合で、謎覆面が「真・格闘プリンセス」MIRAIと「毒蜘蛛」テクラであることが判明し勝利。ドンナ・デル・モンドは7名となった。[29]
- 1月11日、29日名古屋大会で行われるワールド王座（現王者は朱里）挑戦権決定3WAYバトルのルールが発表。岩谷麻優、ジュリア、中野たむが同時に名乗りを上げ三つ巴の抗争に。挑戦者決定3WAY戦が行われることになった。[30]
- 1月29日、愛知・ドルフィンズアリーナ大会で、ジュリアと岩谷麻優がワールド王座挑戦権をかけて激突。当初、中野たむを加えた勝ち抜け方式の3WYで行われ、最初に勝ち抜いた選手が二日間行われる両国国技館大会（3月26、27日）初日での挑戦権を獲得する予定だった。しかし、中野の体調不良による欠場が決まり、2人で挑戦権を争うことに急きょ変更。結果、時間切れ引き分けとなったが、両者に挑戦権を与えることが発表され、1日目がジュリア、2日目に1日目の勝者と岩谷による対戦が決まった。[31]また同日、元同門のアイスリボンから離脱し新たに結成されたハードコアユニット「プロミネンス」が乱入。ジュリアに宣戦布告し、鈴季すずら5人がかりでジュリアを攻撃し、抗争勃発となった。[32]
- 3月26日、スターダム両国国技館大会1日目で行なわれたワールド王座戦で王者の朱里と対戦。両者譲らぬ大熱戦となったが、25分が経過したところで、朱里がハイキックでジュリアの側頭部を捉えることに成功。そこからたたみかけると、最後はバックブロー3連発から朱世界（肩車してからの変型エメラルドフロウジョン）に敗北。なお、この試合を最後に朱里はDDMを離脱[33]。
- 3月27日、スターダム両国国技館大会2日目で行なわれた同じアイスリボン出身のプロミネンスと8人タッグで対戦。最後は宮城もちをノーザンライトボムで下して勝利。鈴季すずとは「必ず一騎打ちを実現させる」と公言。[34]
- 3月28日、4月10日のエディオンアリーナ大阪第2競技場大会でゴッデス王座戦の開催が発表され、王者のスターライト・キッド、渡辺桃組がV1戦にジュリア、テクラ組として対戦が決定。[35]
- 4月3日、スターダム春の祭典「シンデレラ・トーナメント」1回戦（立川ステージガーデン）ではDDMのテクラと同門対決に勝利。[36]
- 4月10日、エディオンアリーナ大阪第二競技場で行われたゴッデス王座戦にてテクラと組み、王者のスターライト・キッド、渡辺桃組と対戦するも敗戦。[37]
- 4月17日、「スターダム」春の祭典「シンデレラ・トーナメント」2回戦でコグマと対戦。オーバー・ザ・トップロープで敗戦。ジュリアはノーコメント。[38]
- 4月27日、福岡国際センター大会の会見で、限定参戦が決定した小波にDDM勧誘のラブコール発言。[39]
- 5月5日、福岡国際センター大会の対ゴッズアイとイリミネーションマッチで激突。試合はゴッズアイが1人残りで勝利。「小波、限定復帰だけどビッグマッチで試合ができてよかった。ありがとう。そのフラッグは大事に取っておいてくれよ。次、復帰する時はぜひDDMに」と懲りずに呼びかけるも、小波は「返さなくてもいい？ 言われなくても返さねよ、バーカ」と言いつつ「決着ついてないし、ジュリアとの戦いはネバーエンドだ」と予告。[40]
- 7月30日開幕の5★STAR GP 2022に3年連続で出場。開幕戦で葉月、翌日の2戦目でMIRAIに連敗し出遅れるがその後は白星を重ね、ブルースターズ単独首位で10月1日の最終戦を迎える。最終戦は鈴季すずと公式戦で対戦し、時間切れ引き分けで首位の座を守り優勝決定戦に駒を進める。優勝戦は中野たむと前年3月の日本武道館大会以来の対戦となり、ノーザンライトボムでフォール勝ちし初優勝を果たした。また、12月29日の両国国技館大会で朱里の持つワールド・オブ・スターダム王座に挑戦すると表明した[41]。
- 12月29日、東京・両国国技館大会で、朱里を破りワールド・オブ・スターダム王座を奪取した[42]。

2023年
- 4月23日、横浜アリーナ「ALLSTAR GRAND QUEENDOM 2023」にて、中野たむとの3度目の防衛戦に失敗し、ワールド・オブ・スターダム王座から陥落[43]。
- 5月27日、テクラ、桜井まいとタッグを組み、KAIRI&なつぽい&安納サオリ組『REstart』が持つアーティスト・オブ・スターダム王座に挑戦し勝利する[44]。
- 7月5日、新日本プロレス「NJPW STRONG INDEPENDENCE DAY」に参戦。ウィロー・ナイチンゲールが持つSTRONG女子王座に挑戦し、勝利[45]。STRONG女子王座を獲得する。

2024年
- 1月3日、朱里&MIRAI&壮麗亜美組に敗れ、アーティスト王座を失う[46]。その翌日の1月4日、突如としてドンナ・デル・モンドの解散を発表した[47]。
- 2月27日、東京スポーツがジュリアがスターダムを3月末で退団することを報じ[48]、その後の同社のインタビューでも否定はしなかった[49]。
- 3月10日、STRONG女子王座戦でステファニー・バッケルに敗れ、王座を失う[50]。
- 3月22日、3月末でのスターダムからの退団が正式に発表され[51]、3月31日の鈴季すずとの一戦を最後にスターダムを退団[52]。
- 4月1日、スターダム退団翌日にプロレスリング・ノア『MONDAY MAGIC season2 ep1』に登場。5月4日のWRESTLE MAGIC 2024に参戦することを宣言した[53][54]。
- 4月12日、朱里とのタッグ「アルト・リヴェッロ・カバリワン」での岩谷麻優、羽南組との試合を持ってスターダムを完全に離脱した[55]。

### マリーゴールド時代
- 4月15日、新団体「マリーゴールド」に所属することを発表した[56]。
- 5月20日、マリーゴールド旗揚げ戦で林下詩美と組み、Sareee&ボジラ組と対戦するも敗北[57]。さらに、この試合で「右橈骨遠位端骨折」と診断されたため、欠場に入る[58]。その後、7月13日の両国国技館大会にて復帰した[59]。
- 7月30日、8月19日の後楽園ホール大会を最後に海外挑戦することを発表した[60]。
- その後、8月19日の桜井麻衣戦[61]、さらに追加で実現した25日の新木場1stRING大会での26人掛け戦[注 1]をもって退団した[62][63]。

### WWE

#### NXT
9月1日、デンバーのボール・アリーナで行われたNXTノー・マーシーでのNXT女子王座戦後、防衛したロクサーヌ・ペレスの前に現れる形でWWEマットに初登場。王者と視殺戦を繰り広げた。
9月10日、チェルシー・グリーンとNXTデビュー戦を戦い、ノーザンライトボムで勝利を収めた。
2025年1月7日、ロサンゼルスのシュラインエキスポホールでのニューイヤーズ・イービルでNXT女子王者ロクサーヌ・ペレスに勝利し、NXT女子王座を獲得した。
2025年2月15日、ヴェンジェンス・デイのメインイベントでベイリー、ロクサーヌ・ペレス、コーラ・ジェイドらを相手に4way形式の防衛戦を行った。試合はペレスからジュリアがピンフォールを奪い、王座防衛に成功した。
3月11日、シアター・アット・マディソン・スクエア・ガーデン大会で女子北米ダブル選手権でステファニー・バッケルに敗れて陥落。
2025年4月、スタンド&デリバーでジョーディン・グレイス、ジェイダ・パーカーらとステファニー・バッケルが保持するNXT女子王座に挑戦した。試合はバッケルがパーカーにフォール勝ちし、ジュリアは王座獲得に失敗した。
2025年5月より、ロクサーヌ・ペレスと共に、イヨ・スカイ、リア・リプリーを襲撃。
2025年5月12日（日本時間5月13日）のRAWのメインイベントで、ロクサーヌ・ペレスと組んでイヨ・スカイ、リア・リプリーとのタッグマッチでWWE1軍＆RAWデビューを果たす。

#### SMACK DOWN
2025年5月16日（日本時間5月17日）に行われたSMACK DOWNでGMのオフィス前でシャーロット・フレアーとアレクサ・ブリスが会話をしている途中でGMであるニック・オールディスがジュリアがSMACK DOWNのメンバーになったことが明かされる。
2025年5月23日のSMACK DOWNのマネー・イン・ザ・バンク・ラダー・マッチの予選でゼリーナ・ベガ、シャーロット・フレアーとの3WAYマッチで勝利し、WWEマネー・イン・ザ・バンクに出場が決まる。
2025年6月6日（日本時間7日）にゼリーナ・ベガ VS パイパー・ニーヴェンの試合中にゼリーナのアシストで勝利に導いたが、試合後にゼリーナを襲撃。
2025年6月7日（日本時間8日）に行われたマネー・イン・ザ・バンクのマネー・イン・ザ・バンク・ラダー・マッチに出場したが、敗北。
2025年6月27日（日本時間28日）のSMACK DOWNでゼリーナ・ベガに勝利し、WWE女子US王座を獲得した。

## 人物
- 出生地はロンドン。イタリア人の父と日本人の母のハーフ。父はイタリアから、母は日本からロンドンへ留学し、そこで出会って結婚。長女として生まれ、１歳の時に日本に移住したため、ロンドンでの記憶はほとんどない。
- ハーフであるがゆえに、小中学校時代はいじめが絶えなかった。中高一貫校だったものの、さすがにこの学校にはいられないと、高校は公立校を受験して入学。しかし、9年間いじめを経験して、曰く"すれてしまった"彼女は喧嘩が絶えず、即座に退学してしまう。その後の1年間は、引きこもりのような生活が続いた。
- 中一のとき両親が離婚。18歳で母の経営する実家のイタリアンレストランの店長を任された。20歳まで勤めたのち、アメリカへの短期留学へ。留学先のマイアミで特殊メイクやアーティスティックなメイクに刺激を受ける。帰国後、ヘアメイク専門学校に入学。学費を稼ぐためにキャバクラで勤務するようになる。
- プロレス好きだったキャバクラ客との同伴でアイスリボンを初観戦する。初回観戦時はさほど響かなかったものの、同客とプロレス同伴を繰り返すうちに魅了されていった。以降単独でも会場へ足を運ぶほどプロレスに夢中になる[73]。
- アイスリボン道場での観戦時に藤本つかさから勧誘され、プロレスサークルに参加。 サークル参加前は運動経験がほとんどなかった。
- 専門学校卒業を機に、プロデビューすべくキャバ嬢を辞め正式に練習生となる。
- 練習生になってからデビューまでの模様が、2017年11月27日放送フジテレビ「オンナたちの分岐点」にて密着取材で放送された。
- 2018年春ごろ、プロレスに専念する目的でアイスリボン寮に入寮した。
- 類い稀な向上心、上昇志向が雑誌・新聞などでも取り沙汰される。目標は女子プロレスのトップになることであり、夢は「東京ドームで女子プロレス興行を成功させる」ことと公言する。
- 食べる量は相当なものだが、練習量が多過ぎて痩せてしまうという悩みを持っていた[74]。
- 特技はイタリアン料理、書道三段。
- 所属タッグチーム、ユニット等
  - アイスリボン
    - 焼肉集合（&テキーラ沙弥）
    - Burning Raw（&テキーラ沙弥）
    - スパンキーズ（&つくし）

  - スターダム
    - ドンナ・デル・モンド（ユニット）[75]
    - アルト・リヴェッロ・カバリワン（タッグチーム。パートナーは朱里）[76]
- 2020年5月24日、前日の木村花の急逝に「なあ 私の事 踏み潰すんじゃなかったのかよ」とツイート[77]。葬儀の翌日（31日）には木村との写真をアップロードして悼んでいる[78]。
- スターダム所属時は髪切りマッチも含めて、中野たむと何度も死闘を繰り広げた[79]。そのため、2024年3月20日の名古屋国際会議場大会でのシングルマッチの試合後には、「でもよお、オマエがいつか私より先にリングをもし降りる日が来るんだったら、必ず私を呼べ。生きている限り、必ず私を呼ぶんだ。私がどこにいようが、オマエがどこにいようが、いつでもどこでもオマエの最後の相手は必ず私だ。他の女選んだら許さねえからな。このブス」と中野たむの引退試合の相手になることを希望しているような発言をしている[80]。
  - しかし、2025年4月27日に横浜アリーナ大会にて行われた特別マッチにて、中野たむは上谷沙弥に敗北。このマッチでは負けたほうが即引退という異例のルールが設定されており、敗北した中野たむの即引退が決定[81]。その結果を受け、ジュリアはX（旧Twitter）で、スターダム時代の写真とともに「バカでブスで嘘つき」と投稿している[82]。
- 2022年5☆STAR GPのリーグ戦はテーマとして、「今までは最後は得意技のグロリアスドライバーで勝利を取ってきたが、今回のリーグ戦はひとつひとつの技を磨いて、自分の持っているどの技でも3カウントを取れるところまで持ってこようと意識した」と述べ、実際に5☆STAR GPで勝利した試合のフィニッシャーは、すべて違う技である[83][84]。

## 移籍
アイスリボン退団、スターダム参戦についての初出情報は、ジュリア本人による2019年10月14日のツイートである。同日、スターダムの後楽園ホール大会に現れ、スターダム入団を表明した。
スターダム小川社長は「（アイスリボンとジュリアの間の）契約は『ない』と聞きました。うちは来るものは拒まず、去る者は追わずですから」と移籍に問題はないとしているが、アイスリボンの運営会社社長の佐藤肇は弊社との雇用契約継続（社員状態）のままで、他団体に入団ってどういう事なんだろうか？とツイートしており食い違っている。
のちの取材で「とにかく変わりたかった。自分で自分を止めることができないくらい、限界に来ていました。なりふり構ってられないくらい"どん底"だったんです。すべてを変えるか、引退するかの二択でした」と語っている。前団体への不義理については本人も認めており、参戦時の風当たりは強かった。

## タイトル歴
WWE
- WWE女子US王座：1回
- NXT女子王座 : 1回

新日本プロレス
- STRONG女子王座（第2代）

スターダム
- ワールド・オブ・スターダム王座（第15代）
- ワンダー・オブ・スターダム王座（第14代）
- ゴッデス・オブ・スターダム王座（第21代 w/ 朱里）
- アーティスト・オブ・スターダム王座（第23代 w/ 朱里&舞華、第30代 w/ 桜井まい&テクラ）
- STARDOM Cinderella tournament 優勝（2020年）
- STARDOM 5★STAR GP 優勝（2022年）

アイスリボン
- インターナショナルリボンタッグ王座（第46代 w/ テキーラ沙弥）
- アイスリボンアワード新人賞受賞（2018年）
- 横浜プロレス祭り2019ヤングジェネレーションMVP受賞

プロレス大賞
- 女子プロレス大賞（2020年）

週刊プロレス
- 週刊プロレス女子プロレスGP（2020年）

## 得意技

### フィニッシュ・ホールド
ノーザンライトボム
前述の髪切りマッチ後に奥の手として使用するようになった。
これは髪切りマッチの際に解説を務めた北斗晶が「彼女がデンジャラス・クイーンだよ」という言葉をジュリアに送ったことがきっかけ。
バーミリオン（vermilion）
リストクラッチ式ノーザンライトボ厶、もしくはグロリアス・ノーザンライト・ボム。
2022年12月29日に行われた両国国技館大会にて行われたワールド・オブ・スターダム王者決定戦（対朱里）にて初披露し、この技でワールド・オブ・スターダム王座を奪取した。
翌日、自身のツイートにて技名ならびに“最終奥義”であることを公表した。
蜘蛛の巣
MIOレフェリーが現役時代に得意とした技をジュリアが継承したもの。
飛びつき式変形卍固め。
相手の右腕を捉えながらその腕を軸に旋回し、両足で相手の頭部と左腕を挟み込み、右腕を自らの左脇下に抱え込んで首、肩、脇腹等を同時に極める複合関節技。
グロリアスバスター
「変形グロリア」。
相手をハンマーロックに捉えたまま、背後からコブラツイストのように首元を抱えて右肩に担ぎ上げ、相手を空中で半回転させながら体勢を入れ替え自身の体重を相手に乗せてマットに叩きつける「グロリア式の変形サイドバスター」。着地の際の姿勢から「グロリア式サイドバスター」とも呼ばれる。
雪崩式グロリアス・バスター
雪崩式で繰り出す「グロリアス・バスター」。コーナー・セカンドロープに立った状態で左腕をハンマーロックで捉えたまま相手を右肩に担ぎ上げ、反転させながら前方へ投げ落とし、体重を浴びせてマットに叩きつける。
グロリアスドライバー
相手の左腕をハンマーロックに捉えた状態で右脇下から担ぎ上げ、相手の体を前面にずらして頭部を左手で固定し、両膝着地式で相手の頭頂部からマットに突き刺す「変形ツームストーン・パイルドライバー」。
シットダウン式グロリアス・ドライバー
シットダウン式で繰り出す「変形グロリアス・ドライバー」。
相手の背後から左腕をハンマーロックで捉え、コブラツイストのような体勢から右肩に担ぎ上げて開脚式で後頭部からマットに突き刺す奥の手。
グロリアスニークラッシャー
2019年5月25日vs.雪妃真矢戦で初使用。「グロリアスバスター」の体勢で担ぎ上げた相手をそのまま半回転させながら前方に投げ捨て、膝をマットに打ち付ける。試合中に雪妃真矢が足を痛めた事から即興で使用した技である可能性もあり、今後使用されるか不明。
パッケージ・パイルドライバー
雁之助クラッチ
2022年6月5日、鹿島沙希戦で初披露。ジュリア自身がミスター雁之助本人に使用許可を得て、通信教育で習得したもの。
初披露の相手である鹿島は高いフォール率を誇るフォール技の「起死回生」をフィニッシャーにしており、初披露するなら鹿島戦でと決めていた。

### 打撃技
エルボー
バックエルボー
逆水平チョップ
バイシクルキック
ビッグブーツ
相手の正面から放つ顔面蹴り。ハーフならではの長い脚を使って無慈悲に顔面を蹴り抜く。正調のビッグブーツだけでなく、カウンター時にはわずかにジャンプを加える二段式（バイシクルキック）もここぞの場面で使用している。
シャイニング・ビッグブーツ
スーパーキック
ドロップキック
ミサイルキック
コーナー上から相手を目掛けジャンプしてドロップキックの形で全体重をぶつける。着地は体を半回転させての前方受け身となる。ジュリアのコーナー技としては、2019年現在こちらが最上位の威力を持つ。
カーフ・ストンプ
相手の足をリバース・インディアンデスロックに固め、そのまま両腕を掴みサーフボードストレッチの形で相手の上半身を持ち上げて、後頭部、背中を踏みつけて相手の顔面をリングに叩きつける。
レッグドロップ
スタンド式のドラゴン・スリーパーホールド状態から相手の首または腹に片足を乗せてジャンプし、ギロチンドロップのような体勢でマットに着地する。腰部ダメージによる欠場以降は、スタンド式ドラゴン・スリーパーホールド状態から相手の頭をマットに叩きつける形が増えており、この場合は変形のリバースDDTとなる。

### 投げ技
ブレーンバスター
雪崩式ブレーンバスター
バックドロップ
リストクラッチ式バックドロップ
相手の背後から股下で相手の右腕を自身の左腕でリストクラッチし、右腕を相手の腰に回してから一気に後方へ反り投げ後頭部からマットに突き刺す「変形バックドロップ」。オリジナル名はないが、試合で愛用するシグネチャー・ムーブの１つ。
ジャーマンスープレックス
みちのくドライバーII
ファルコンアロー
ブレーンバスターの体勢で相手を持ち上げ、滞空時間の長いダイナミックなジャンプから半回転させて相手の背中をリングに叩きつける。シットダウン式ではなく、膝を立てた状態で行う両膝着地式の変形型も使用。

### 関節技・締め技
STF
うつ伏せ状態にある相手の脚関節、顔面、首、背中などを同時に極める複合関節技。デビュー当時はフェイスロックを途中で外して腕関節を極めるなどの派生・変形技を使用していた。相手がロープに流れることを嫌い、態勢を維持したまま仰向けになる裏STFも稀に使用している。
ステルス・バイパー
うつ伏せ状態にある相手の左足を「ステップオーバー・トー・ホールド」で捉え、自身の左腕を相手の右脇下に差し込みながら上半身をドラゴン・スリーパーのように相手の首元を両手でクラッチして、相手ごと反転して締め上げる「変形裏STF」。2019年12月にスターダム参戦とともに使用開始。
変形クロスヒールホールド
2019年5月25日vs.雪妃真矢戦で初使用。相手の両足を捉えて足4の字固めのようにクロスさせ、片足をヒールホールドの形に極める拷問技。
ビアンカ
うつ伏せ状態にある相手の左腕を「オモプラッタ」の形で捉え、大きく折り曲げた右腕に自身の左脚を引っ掛けた状態で自身の両手を相手の首元に回して絞め上げる「羽根折り脇固め式の変形フェイス・ロック」。5☆STAR GPのスターライト・キッド戦にて初披露。
ボナノテ
対戦相手の脚を自らの脚を利用し固めた上で、フロントチョークで絞り上げる複合関節技。2022年、5☆STAR GPの上谷沙弥戦で初披露。制限時間が迫るなか、とっさに頭の中の引き出しを開けた末に出した技であることをジュリア自身が述懐した。最終的に14分49秒でレフェリーストップにてジュリアが勝利したが、この技を出していなければ、ドローに終わっていたかもしれないとも明かしている。「ボナノテ（Buona notte）」とはイタリア語で「おやすみ」の意だが、これは対戦相手の上谷が疲労で動けず、寝ている状態に近かったことから命名された。
卍固め
コーナートップに登った状態で仕掛ける時もある。

### 合体技
バーニングドライバー
テキーラ沙弥とのタッグ「バーニング・ロウ」での合体技。沙弥が相手の脚を担ぐグロリアスドライバー。
We Love Eleven Twenty-Nine
バーニング・ロウでの合体技。相手を両サイドから担いで放つダブルのフェースバスター。技名は「いい肉（11 29）大好き」。

## 入場曲

### WWE
- Time of Arrival

### マリーゴールド
- the Glorious Way

### スターダム
- Glorious Queen[95][96]

2024年2月4日から退団するまで。
- Gloria[97]

参戦開始した2019年から2024年まで。

### アイスリボン
- Gladiator

## 出演

### ウェブドラマ
- セレクト女子〜優柔不断な私にドロップキック〜（2019年2月1日配信開始、YouTube、ALPHABOAT） - 喜び 役[98]

### テレビ番組
- 格闘代理戦争3rdシーズン
  - 石浦将勝推薦選手を決めるトライアウトにアイスリボン代表で出場。第1試合でその後本戦優勝しONE Championshipと契約した平田樹と対戦し、柔道技とパウンドの波状攻撃で負傷する。ドクターストップを受けるも左目を腫らしながら出場を直訴し、観戦していた青木真也に「格闘家じゃなくてレスラーなんだから大丈夫だ」と後押しされるが、そのままリタイヤとなった。
- 水曜日のダウンタウン（2023年5月3日、TBS）